# Małyj Tontoj
Małyj Tontoj (ros. Малый Тонтой) – wieś w Rosji, w Kraju Zabajkalskim, w rejonie szełopugińskim. W 2010 liczyła 226 mieszkańców.